# Thisbe incubus
Thisbe incubus is een vlindersoort uit de familie van de prachtvlinders (Riodinidae), onderfamilie Riodininae.
Thisbe incubus werd in 2001 beschreven door Hall, J, Lamas & Willmott.